# Aleandro Longhi
Aleandro Longhi (Genova, 22 marzo 1947) è un politico italiano.

## Biografia
Ex dipendente delle Ferrovie dello Stato, con la qualifica di capotreno, percorre tutta la trafila degli incarichi politici partendo dal basso.
Si iscrive al PCI nel 1970. Ricopre il ruolo di segretario di sezione per cinque anni e poi coordinatore delle otto sezioni di Sestri Ponente, nel 1985 viene eletto presidente del Consiglio di circoscrizione di Sestri Ponente e quando, nel 1990 viene eletto nel Consiglio comunale di Genova, non accetta la carica e rimane alla guida del suo quartiere.
Nel 1993 è nuovamente eletto consigliere comunale per il PDS e viene nominato assessore ai lavori pubblici e al patrimonio. Nel 1997 è eletto Presidente del Consiglio comunale di Genova, carica che mantiene fino al 2001, anno della sua elezione a senatore per i Democratici di Sinistra nella XIV Legislatura. Nel 2006 viene eletto deputato nella XV Legislatura.
L'8 marzo del 2007, dopo 37 anni di militanza ininterrotta, lascia il partito dei DS per fondare il "Movimento per la Sinistra"; annuncia inoltre che in occasione delle elezioni amministrative il suo movimento sosterrà il Partito dei Comunisti Italiani. Il 19 luglio aderisce al gruppo parlamentare dei Comunisti Italiani. Conclude il proprio mandato parlamentare nel 2008.
Nella primavera del 2009 è stato candidato alle elezioni europee nella circoscrizione Nord-Ovest, per la lista formata dai Comunisti Italiani, da Rifondazione Comunista e da Socialismo 2000, senza risultare eletto.
È stato presidente della Pubblica Assistenza Croce Verde Sestri Ponente dal 2000 al 2007.
Ha firmato interventi in cui ha sostenuto l'illegittimità dell'annessione della Liguria all'Italia.